# Freezing
Freezing (яп. フリージング фурі: дзінгу) — манґа, написана та проілюстрована корейським манхвакою Дал-Йол Ім, разом із Кван-Хьон Кім. Виходить з 2007 року в журналі науково-фантастичної та сейнен-манґи Comic Valkyrie видавництва Kill Time Communication. З 8 січня 2011 року в Японії почався показ аніме.

## Сюжет
Події відбуваються в недалекому майбутньому: після декількох вторгнень на Землю прибульців з іншого виміру, яких називають Новами, світ перебуває в стані війни з ними. Для протистояння їм в спеціальних навчальних закладах різних країн навчаються та тренуються генетично-удосконалені дівчата, Пандори, з надзвичайними бойовими здібностями та їх партнери-юнаки. Обмежувачі мають можливість «заморозити» супротивника, тим самим обмежуючи його рухливість, що дозволяє взяти верх над Новою. В творах розповідається про студента Західно-Японської Військової Академії Генетики Кадзуя Аоя, що залишився без сестри, котра була пандорою, та Сателайзу ель Бріджет, одну з найкращих студенток-пандор з важким характером. Незважаючи на застереження інших студентів відносно Сателайзи, схильній до гаптофобії, Кадзуя пропонує їй дружбу і стати його обмежувачем. В сюжетній лінії розкривається історія їх дружби, відносин студентів академії та війни з Новами.